# Lonchoptera gutianshana
Lonchoptera gutianshana är en tvåvingeart som beskrevs av Yang 1995. Lonchoptera gutianshana ingår i släktet Lonchoptera och familjen spjutvingeflugor.
Artens utbredningsområde är Zhejiang (Kina). Inga underarter finns listade i Catalogue of Life.